# Raja (album)
Raja (fin. - granica) – trzeci studyjny album fińskiego zespołu Stam1na. Został wydany 13 lutego 2008.

## Lista utworów
1. „Hammasratas” – 4:08
2. „Susi-ihminen” – 3:57
3. „Muistipalapelit” – 05:34
4. „Vartijaton” – 5:12
5. „Voima vastaan viha” – 3:36
6. „Lääke” – 4:24
7. „Kädet vasten lasia” – 4:02
8. „Luova hulluus” – 3:57
9. „Koirapoika” – 3:48
10. „Muuri” – 4:24
11. „Murtumispiste” – 4:28